# Departament Ledesma
Departament Ledesma és un departament de la província de Jujuy (Argentina).

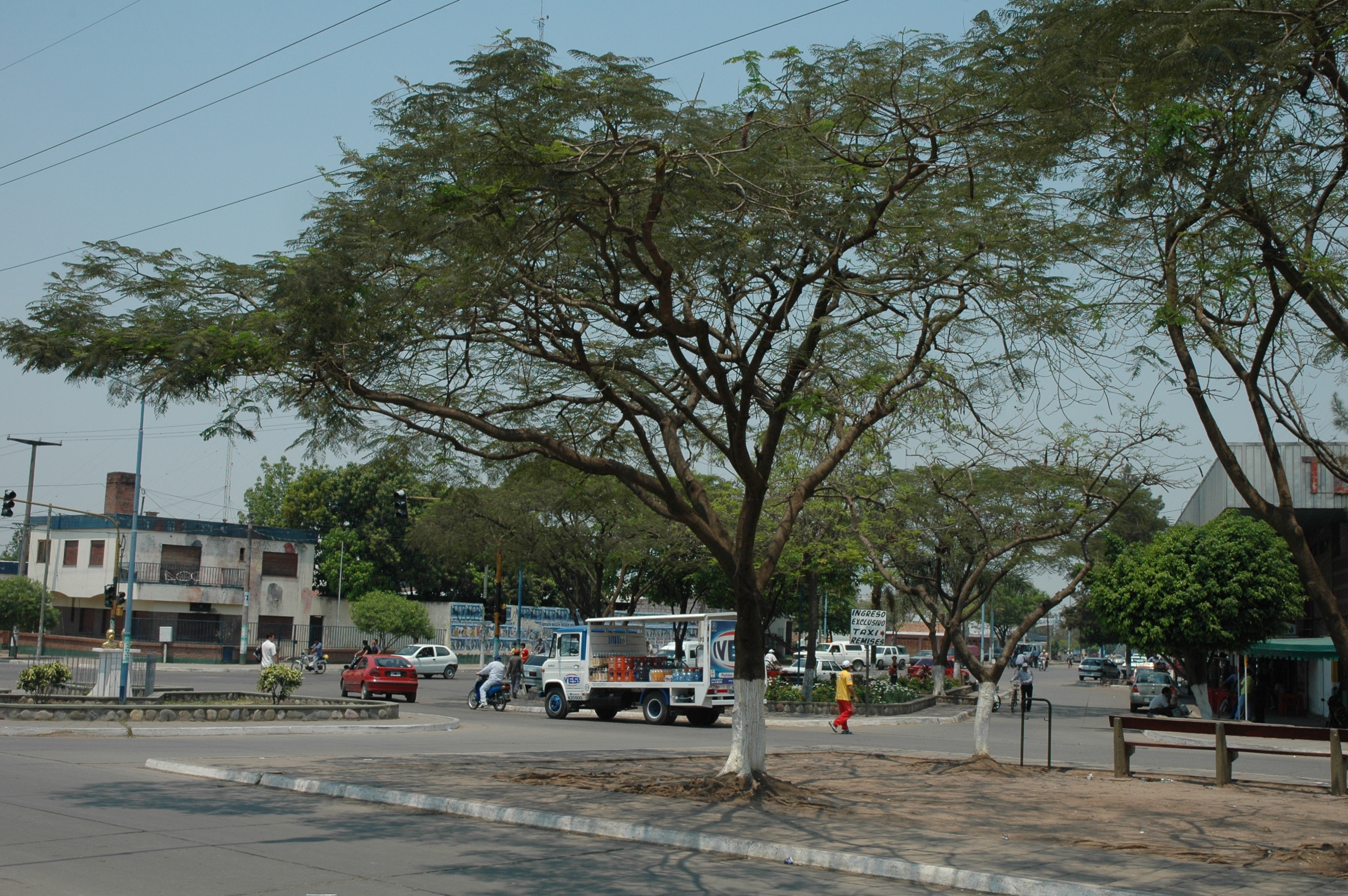
Ledesma, Jujuy